# Sisavang Vong
Sisavang Vong (Luang Prabang, 14 luglio 1885 – Luang Prabang, 29 ottobre 1959) fu re di Luang Prabang e del Laos. Era figlio di re Zakarine, al quale succedette nel 1904 come sovrano del Regno di Luang Prabang, uno stato fantoccio sotto il controllo della Francia dal 1893, diventato quindi parte dell'Indocina francese.
Fu uno dei sovrani più longevi mai esistiti, avendo regnato per 55 anni. Molto amato dal suo popolo, venne criticato nel secondo dopoguerra dagli indipendentisti laotiani per le sue simpatie filo-francesi. Nel 1947 divenne il primo sovrano del Regno del Laos, sotto il protettorato francese. Nel 1954 il regno ottenne l'indipendenza della Francia, dopo l'inizio della guerra civile che avrebbe insanguinato il Paese per i successivi 20 anni.

## Contesto storico
Dagli inizi del XVIII secolo, i territori dell'antico Regno laotiano di Lan Xang erano stati suddivisi nel Regno di Luang Prabang, di Vientiane e Champasak, che alla fine dello stesso secolo erano diventati vassalli del Siam. Il Regno di Vientiane era stato annesso al Siam nel 1828, ma nel 1893 buona parte dei territori dei tre regni era stata sottratta ai siamesi dalla Francia, che li aveva riunificati all'interno dell'Indocina francese. L'amministrazione coloniale aveva lasciato una certa autonomia al sovrano di Luang Prabang esclusivamente all'interno della provincia omonima, anche se in tale provincia le forze armate restavano sotto controllo francese.

## Biografia

### Infanzia e gioventù
Nato come principe Khao, Sisavang Vong era figlio del re Zakarine di Luang Prabang. Dopo gli studi superiori al Lycée Chasseloup-Laubat di Saigon, frequentò a Parigi l'École Coloniale, dove venivano istruiti i futuri amministratori delle colonie francesi. Fu richiamato in patria per la morte del padre, avvenuta il 26 marzo 1904, giorno in cui fu proclamato re di Luang Prabang.

### Incoronazione come re di Luang Prabang
Salì al trono il 15 aprile 1904 nel vecchio palazzo reale a Luang Prabang. Fu incoronato il 4 marzo 1905 con i titoli ed il nome regale Samdach Brhat Chao Maha Sri Vitha Lan Xang Hom Khao Luang Prabang Parama Sidha Khattiya Suriya Varman Brhat Maha Sri Savangsa Varman, meglio conosciuto come Sisavang Vong. Il 13 febbraio di quello stesso anno, i francesi erano riusciti a strappare ai siamesi e ad annetterli a Luang Prabang i territori che formano oggi la Provincia di Xaignabouli, sulla riva destra del Mekong, oltre ad altri territori che furono assegnati alla Provincia di Champasak.

### Regno sotto il protettorato francese
Negli anni immediatamente successivi, i francesi definirono con siamesi e britannici i confini laotiani, che assunsero quindi la forma attuale, eludendo le rivendicazioni territoriali vietnamite sul Laos. Ad eccezione dell'Isan, territorio sull'altopiano di Korat annesso dal Siam il secolo precedente, il territorio del nuovo Laos dei francesi corrispondeva a quello di Lan Xang prima del frazionamento di inizio Settecento. Nei primi anni del suo regno, i francesi costruirono per lui a Luang Prabang il nuovo palazzo reale, tuttora esistente con la funzione di museo nazionale. Nel 1931, fu posta sotto la sua giurisdizione anche la Provincia di Houaphan.
I colonizzatori non occuparono capillarmente il Paese, che non garantiva grandi profitti con lo sfruttamento delle limitate risorse naturali, e i pochi residenti francesi si concentrarono nelle città principali dove furono costruiti pregevoli edifici in stile coloniale. In particolare fu ricostruita Vientiane, che era stata rasa al suolo durante la guerra d'indipendenza di re Anuvong. I francesi soffocarono alcune rivolte delle minoranze etniche che protestavano per le tasse eccessive. A parte tali violente sommosse, durante questo primo periodo di protettorato non si registrarono in Laos altri conflitti significativi. Se inizialmente i laotiani avevano accolto favorevolmente l'arrivo dei francesi, che li avevano affrancati dalla pesante dittatura siamese, in seguito formarono movimenti di resistenza, buona parte dei quali confluì negli anni trenta nel Partito Comunista Indocinese, formatosi in Vietnam in quel periodo.
La carica di viceré, soppressa nel 1920, fu poi reintrodotta ed assegnata al principe Phetsarath, uno dei personaggi più influenti del regno. Egli riorganizzò le cariche dell'aristocrazia e della pubblica amministrazione ed istituì un'assemblea consultiva nazionale, assegnando cariche a livello provinciale. Riorganizzò il Consiglio Privato del re, fondò nuove scuole dove si studiava giurisprudenza e amministrazione e riorganizzò la comunità dei monaci (sangha), fondando nuove scuole per l'istruzione dei nuovi monaci.

#### Seconda guerra mondiale
Dopo lo scoppio in Europa della seconda guerra mondiale e con la crisi della Francia legata all'occupazione tedesca, i giapponesi avevano occupato il Vietnam. Della crisi francese approfittarono anche i thailandesi, che con l'aiuto giapponese avevano intrapreso la guerra franco-thailandese, riconquistando nel 1941 i territori di Xaignabouli e Champasak persi ad inizio secolo. Le cessioni causarono le vibranti proteste di Sisavang Vong, a cui i francesi avevano garantito la difesa dei territori laotiani. Per normalizzare i rapporti, il governo coloniale formalizzò con il re il protettorato, fino ad allora concordato solo oralmente, ed assegnò alla giurisdizione di Luang Prabang la Provincia di Vientiane, di Xiangkhoang e di Louang Namtha. Con la sconfitta delle potenze dell'Asse nel conflitto, la Thailandia sarebbe stata in seguito costretta a restituire i territori conquistati nel 1941.
Per fronteggiare la propaganda anti-francese che i thailandesi infiltravano in Laos, le autorità coloniali promossero a partire dal 1941 la formazione del movimento chiamato Lao Nhay (Rinnovamento del Laos). I nazionalisti presero coraggio e tentarono un colpo di Stato che fu soffocato, ma portò alla formazione del movimento illegale Lao Pen Lao (Laos per i laotiani), che si rifugiò in Thailandia.

#### Occupazione giapponese
Quando le sorti del conflitto furono sfavorevoli alle potenze dell'Asse, dal dicembre del 1944 truppe della Francia Libera del generale Charles de Gaulle vennero paracadutate in Laos per organizzare milizie locali. I giapponesi risposero occupando Vientiane il 9 marzo 1945 e obbligando i francesi ad organizzarsi nella giungla. Le truppe di Tokyo giunsero a Luang Prabang il 7 aprile e il giorno dopo obbligarono il filo-francese Sisavang Vong a proclamare l'indipendenza del Paese, ma questi segretamente si tenne in contatto con i gruppi nazionalisti all'estero e con le truppe franco-laotiane di guerriglieri. Confermò inoltre al principe Phetsarath le cariche di primo ministro e viceré e gli fu accordato di aprire un conto bancario del regno ad Hanoi.

#### Riorganizzazione dei francesi
Con la capitolazione giapponese del 15 agosto, le truppe di Tokyo si ritirarono ed il 28 agosto Phetsarath inviò un comunicato ai governatori delle province che confermava l'indipendenza del Paese. Tre giorni prima, un battaglione franco-laotiano aveva occupato Luang Prabang ed il 3 settembre un altro battaglione si stanziò a Vientiane. In questo periodo si mise a disposizione per la lotta antifrancese il principe Souphanouvong, fratellastro di Phetsarath reduce da 16 anni di permanenza ad Hanoi, dove aveva stretto legami con i comunisti Viet Minh, che avevano dichiarato l'indipendenza del Vietnam il 2 settembre. Propose di unire le forze con i Viet Minh per liberare l'Indocina, ma la sua offerta non fu accettata da Phetsarath. Il 15 settembre, Phetsarath proclamò la riunificazione del regno con capitale a Vientiane, malgrado la presenza delle truppe franco-laotiane, ed annunciò l'imminente formazione di un Parlamento. Il 22 del mese giunse in Laos un contingente cinese incaricato di presidiare il nord.

#### Lao Issara e destituzione di Sisavang Vong
Il 7 ottobre 1945, Souphanouvong ed una delegazione di Viet Minh si incontrarono a Savannakhet con i partigiani guidati da Boun Oum, il principe di Champasak, che erano appena rientrati dall'esilio ed avevano preso il controllo della Provincia di Champasak. I due gruppi strinsero alleanza militare e formarono il Comitato del Laos Indipendente. Souphanouvong tornò verso nord occupando Thakhek e giungendo poi a Vientiane, dove il 15 ottobre si era installato il governo rivoluzionario chiamato Lao Issara.
Il re Sisavang Vong era rimasto fedele ai francesi ed inviò una lettera di licenziamento a Phetsarath dalle cariche di primo ministro e viceré. Il principe accettò le dimissioni ma gli altri membri del governo iniziarono le ostilità contro la monarchia. Il 12 ottobre fondarono Lao Issara e promulgarono la Costituzione provvisoria che istituiva la Repubblica del Pathet Lao e destituiva la monarchia. La presidenza della repubblica fu affidata a Phetsarath. Nel movimento confluì il Comitato del Laos Indipendente di Souphanouvong, che venne nominato ministro degli esteri e capo dell'esercito, e subito siglò un'alleanza militare con il governo Viet Minh egemonizzato dai comunisti di Ho Chi Minh.
Per formalizzare la nuova situazione politica, venne inviata un'armata a Luang Prabang, dove il comandante delle truppe francesi era stato arrestato dalla guarnigione cinese ed il governatore aveva fatto imprigionare i sostenitori della causa monarchica. Il sovrano fu costretto ad accettare la propria destituzione il 10 novembre e qualche giorno dopo il nuovo governo emanò un'ordinanza con la quale si proibiva ai ministri qualsiasi contatto con le autorità francesi. Il governo di Lao Issara era nato su basi instabili e mancavano i soldi per pagare i funzionari. Insufficienti si rivelarono i tentativi di monopolizzare il controllo del traffico di oppio e di ricevere prestiti dalla Thailandia; in gennaio iniziò il rapido declino. I francesi si riorganizzarono tornando a rifornire la guerriglia e riguadagnando le posizioni perse. Riconquistato il sud, i francesi marciarono verso Vientiane.

#### Re del Laos
In evidente difficoltà, il governo di Lao Issara dovette abbandonare Vientiane e trasferirsi a Luang Prabang; il 23 marzo 1946 fu chiesto formalmente a Sisavang Vong di riprendere la carica di capo di Stato, ma il re non rispose subito. Con le truppe francesi ormai prossime alla città, i membri del governo fuggirono in Thailandia ed il 23 aprile il sovrano tornò al potere. Dichiarò nulli tutti gli atti emanati dall'occupazione giapponese in poi e l'11 maggio 1947 promulgò la Costituzione che sanciva l'istituzione del Regno del Laos, una monarchia costituzionale sotto protettorato francese. Il Paese rimase una colonia della Francia, con lo status di dipartimento d'oltremare autonomo dell'Unione Francese, il nuovo organismo che controllava tutte le colonie francesi nel mondo e che sostituiva l'Indocina francese. I francesi, duramente impegnati in Vietnam nella guerra d'Indocina, diminuirono il controllo del Laos, distribuendo i poteri tra i nuovi ministri del regno, mantenendo però i ministeri chiave degli Esteri, della Difesa e delle Finanze.
Mentre continuava la lotta di resistenza degli indipendentisti, che effettuavano operazioni di guerriglia sia all'interno del Paese che lungo la frontiera thailandese, il governo del Lao Issara si riformò in esilio a Bangkok, appoggiato dalla locale diplomazia guidata dal progressista Pridi Banomyong. Tra i membri del governo rifugiati a Bangkok vi fu anche il principe Souvanna Phouma, che avrebbe avuto un ruolo importante nei decenni successivi. Altri membri del movimento, tra cui i futuri capi del Partito Rivoluzionario del Popolo Lao Kaysone Phomvihane e Nouhak Phoumsavanh, si rifugiarono ad Hanoi, dove in quel periodo ebbe inizio la guerra d'Indocina tra i comunisti di Ho Chi Minh e i colonizzatori francesi. Ritornato al potere in Thailandia, il dittatore Plaek Pibulsonggram tolse l'appoggio al Lao Issara che si spaccò. Souphanouvong si unì ad Hanoi a Kaysone Phomvihane e confluì nel movimento comunista Pathet Lao (letteralmente: patria dei lao). Souvanna Phouma ottenne il perdono dal re e rientrò in Laos, mentre Phetsarath prese le distanze dalla scena politica e rimase in Thailandia.

### Indipendenza del Laos e guerra civile
L'indipendenza fu formalmente concessa nel 1950, ma de facto il paese rimase in mano ai francesi, che continuarono a mantenere il controllo dell'esercito. Tra il 1951 ed il 1952, sia il Pathet Lao, con l'aiuto dei Viet Minh, che il Regno del Laos, con l'aiuto francese, formarono ed addestrarono un proprio esercito. Nell'aprile del 1953, un esercito di 40.000 Viet Minh, comandati dal generale Võ Nguyên Giáp e supportati da 2.000 militanti del Pathet Lao agli ordini di Souphanouvong, invasero il nord-est del paese con lo scopo di prendere Luang Prabang e la Piana delle Giare. Furono fronteggiati da 10.000 truppe reali affiancate da 3.000 regolari francesi. I ribelli occuparono buona parte delle province del nord-est e si insediarono a Xam Neua. Furono le avvisaglie della guerra civile laotiana, conflitto legato alla guerra fredda e fronte occidentale della guerra del Vietnam. A capo dei governi laotiani durante il conflitto si succedettero il principe di Champassak Boun Oum, che rappresentava la fazione reazionaria e filo-occidentale, e il neutralista Souvanna Phouma, vanamente impegnato a cercare la riconciliazione nazionale.
Nel 1954, truppe nord-vietnamite furono respinte nel nord e nel Laos centrale, probabili tentativi di distrarre l'esercito francese dal vero obiettivo Viet Minh, l'assalto alle unità francesi dislocate nel nord-ovest del Vietnam. La successiva battaglia di Dien Bien Phu, combattuta tra il marzo ed il maggio del 1954, vide la distruzione di tali forze e la fine del dominio francese in Indocina. Dopo la vittoria, i nord-vietnamiti distaccarono un gruppo a supporto del Pathet Lao che si insediò a Ban Nameo, nelle montagne del Laos nord-orientale.
La conseguente Conferenza di Ginevra del 1954 sancì l'indipendenza laotiana e la suddivisione del Vietnam. Le forze nord-vietnamite continuarono a operare nel Laos nord-orientale e sud-orientale. Dopo la caduta dei francesi, furono gli statunitensi che si presero in carico di finanziare il Governo Reale Laotiano e l'esercito del regno per arginare la diffusione del comunismo in Indocina.. Agli inizi del 1955 fu istituita una missione operativa americana in Laos che pagò l'80% delle spese governative e la totalità delle spese militari. In risposta, il Pathet Lao boicottò le elezioni di quell'anno.
Il dialogo tra le due fazioni riprese nel 1956, con il ritorno a Primo Ministro di Souvanna Phouma che convinse il fratellastro Souphanouvong ad accettare un cessate il fuoco. I comunisti posero come condizione l'accettazione del governo dell'amministrazione del Pathet Lao sui territori che occupava nel nord-est. Per far naufragare queste operazioni, il servizio segreto statunitense della CIA finanziò nel 1957 7.000 guerriglieri hmong guidati dal generale Vang Pao, che si insediarono sulle colline intorno alla Piana delle Giare, occupata dai comunisti. Questi guerriglieri costituirono per anni una spina nel fianco delle truppe nord-vietnamite.
Il Pathet Lao entrò in un governo di unità nazionale con le elezioni del maggio 1958; gli americani subito sospesero gli aiuti e provocarono un tracollo della valuta locale. Il Parlamento fu costretto in agosto a formare un governo di emergenza che fu assegnato alle destre filo-americane. Fu in questo periodo che americani e francesi firmarono un accordo che prevedeva l'aumento del personale americano in Laos e la riduzione delle missioni militari dei francesi, che avevano continuato a presidiare il paese anche dopo l'indipendenza concessa ai laotiani.
Nel 1959, le truppe di Hanoi iniziarono la costruzione del sentiero di Ho Chi Minh, buona parte del quale attraversava il territorio montuoso laotiano. Venne costruito per permettere alle truppe nord-vietnamite di infiltrarsi nella Repubblica del Vietnam e di aiutare il Fronte di Liberazione Nazionale. Le zone del paese in mano ai ribelli comunisti furono oggetto della più devastante serie di bombardamenti americani dalla seconda guerra mondiale.

## Decesso ed eventi successivi
Nell'ottobre di quello stesso anno morirono Phetsarath e Sisavang Vong. Il monarca aveva regnato per 54 anni ed era amato dal suo popolo. Poco prima di morire abdicò in favore del figlio Savang Vatthana, l'ultimo Re del Laos che, privo dell'ascendente e del carisma del padre, venne deposto dai ribelli del Pathet Lao nel 1975. I vittoriosi guerriglieri comunisti di Souphanouvong, appoggiati dalle truppe nord-vietnamite e dagli aiuti sovietici, istituirono quell'anno la Repubblica Popolare Democratica del Laos. Nel 1977, Savang Vatthana fu deportato assieme a tutta la famiglia in un campo di rieducazione, dove sarebbe morto qualche anno più tardi.